# Meister des Hartford-Stilllebens

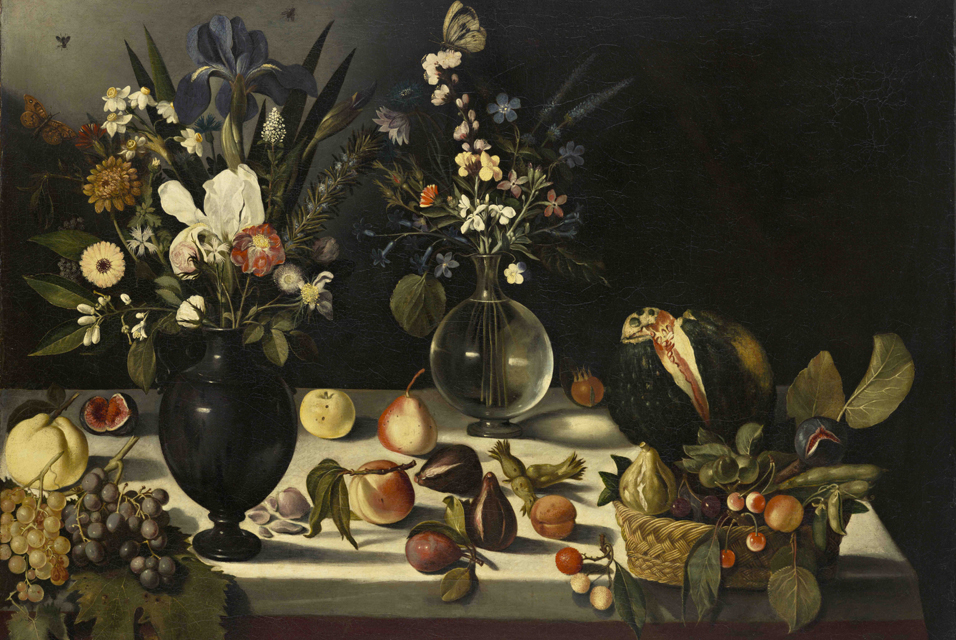
Tisch beladen mit Blumen und Früchten

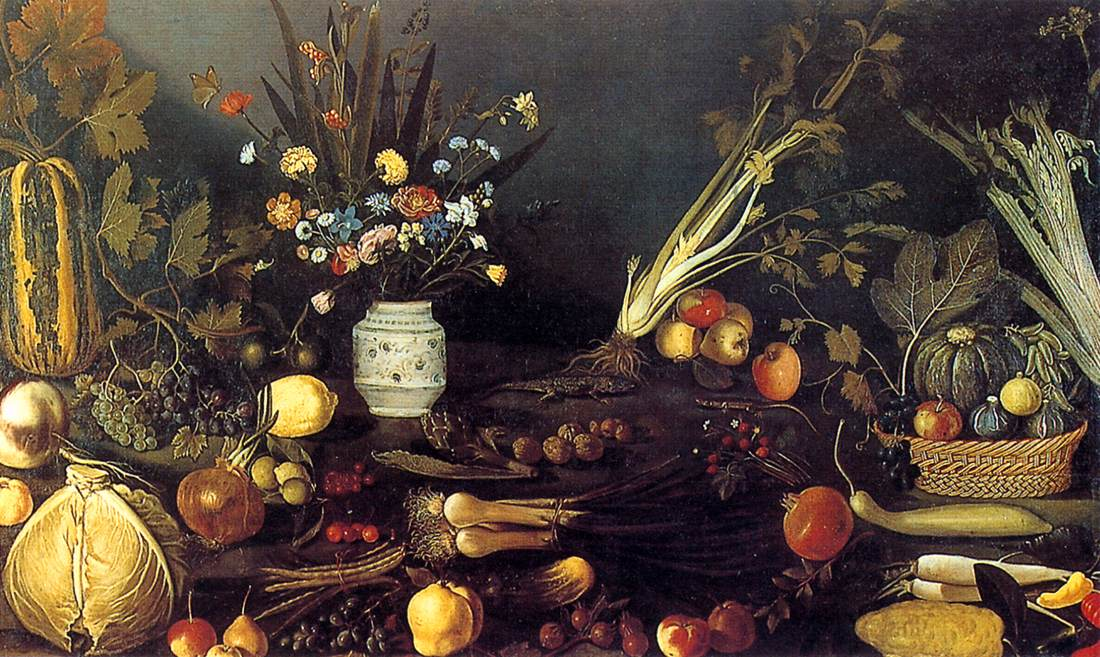
Blumen, Früchte, Gemüse und 2 Eidechsen

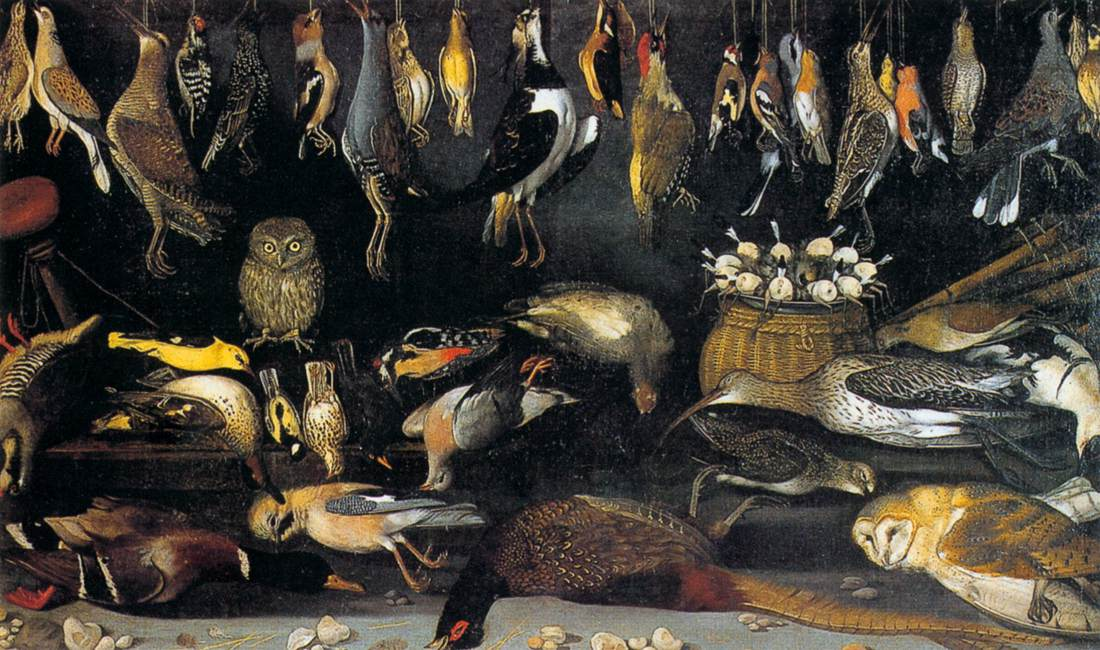
Stillleben mit Vögeln

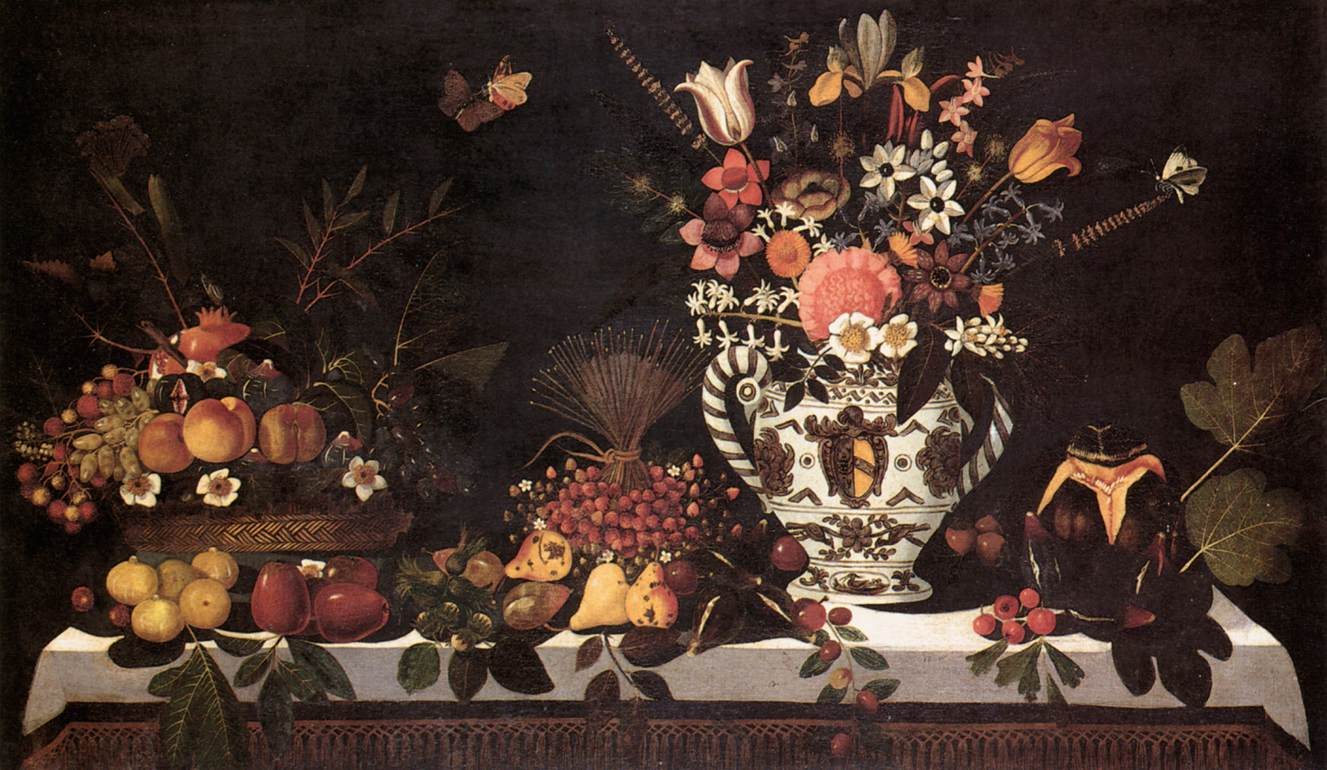
Stillleben mit einer Vase und Blumen

Als Meister des Hartford-Stilllebens oder Meister von Hartford wird ein italienischer Maler des Barocks bezeichnet, der um 1590/1610 in Rom tätig war. Der auf üppige Stillleben spezialisierte Künstler gilt wie der Meister der Acquavella-Stillleben als Vertreter der „natura morta“ seiner Epoche, ein Stil, der mit barocker Symbolsprache auf die Vergänglichkeit des Seins, das memento mori hinwies.

## Namensgebung
Der namentlich nicht bekannte Meister des Hartford-Stilllebens erhielt seinen Notnamen nach seinem Stillleben mit einem mit Blumen und Früchten beladenen Tisch, das im Wadsworth Atheneum in Hartford, Connecticut, aufbewahrt wird. Durch Stilvergleich konnten dem Meister um dieses Bild gruppiert weitere Werke zugeordnet werden.

## Stil und Identifizierung
Im Stil des Meisters des Hartford-Stilllebens kann man Anklänge an Caravaggio erkennen. Vermutungen, dass es sich bei dem Meister um den jungen Caravaggio selbst handeln soll, sind zwar zulässig, da er wie dieser z. B. den Einfall des Lichtes malt, jedoch wird er wohl – wenn überhaupt – eher sein Schüler gewesen sein.
Die folgenden Künstler werden als wahre Identität des Meisters des Hartford-Stilllebens vorgeschlagen: Francesco Zucchi, Bernardino Cesari oder Giovanni Battista Crescenzi.

## Werke (Auswahl)
Der Meister des Hartford-Stilllebens hat in Öl auf Leinwand gemalt. Es werden z. B. die folgenden Bilder zu seinem Werk gerechnet.
- Tisch beladen mit Blumen und Früchten, um 1610/1620. Wadsworth Atheneum Museum of Art, Hartford, Connecticut
- Stilleben mit einer Vase und Blumen, um 1610. Pinacoteca Communale, Spoleto
- Blumen, Früchte, Gemüse und 2 Eidechsen, vor 1607. Galleria Borghese, Rom
- Stillleben mit Vögeln, vor 1607. Galleria Borghese, Rom
- Feigen auf einer Schale (Tazza) mit Weinblättern, um 1605. Privatbesitz[3]
- Stillleben mit Früchten, um 1650. museum kunst palast, Düsseldorf